# Champagne-en-Valromey
Champagne-en-Valromey är en kommun i departementet Ain i regionen Auvergne-Rhône-Alpes i östra Frankrike. Kommunen ligger  i kantonen Champagne-en-Valromey som ligger i arrondissementet Belley. Kommunens areal är 18,16 km². År 2022 hade Champagne-en-Valromey 826 invånare.

## Befolkningsutveckling
Antalet invånare i kommunen Champagne-en-Valromey
Referens: INSEE